# Jindřich Hanuš Böhm
Jindřich Hanuš Böhm (14. července 1836 Blatná – 5. prosince 1916 Královské Vinohrady) byl český libretista, překladatel, divadelní a hudební kritik.
Narodil se do rodiny Jana Böhma, městského učitele a ředitele kůru a Doroty rozené Blatenské. Měli spolu celkem 7 dětí, z nichž se dospělosti dožili jen 2. Otec byl také hudebním skladatelem. Matka zemřela, když bylo Jindřichovi 14 let a jeho otec se po dvou letech znovu oženil s bývalou žačkou, 19letou Marií Koubkovou. Ta mu porodila celkem 8 dětí. V té době studoval již Jindřich Hanuš Böhm gymnasium v Písku, které úspěšně absolvoval a poté šel studovat práva do Prahy. Po studiích se stal úředníkem České spořitelny v Praze.
Ještě během studií se začal věnovat psaní a překladatelství. Za svůj život celkem přeložil a upravil 38 libret k operám a operetám.
Oženil se s pražskou rodačkou Josefinou Denkovou, ale jeho první manželství zůstalo bezdětné. Po smrti Josefiny se oženil s Vislavou Prokopovou, dcerou notáře z Blatné.
Zemřel na Vinohradech 5. prosince 1916 a je pochován na Olšanských hřbitovech, oddělení 15, hrob č. 126.

## Libreta
- 1866-1867 Karel Šebor: Drahomíra
- 1872 Vojtěch Hřímalý: Zakletý princ; libreto bylo původně nabídnuto Bedřichu Smetanovi
- 1875 Vojtěch Hřímalý: Švanda dudák
- 1871-1877 Josef Richard Rozkošný: Záviš z Falkenštejna
- 1877 Josef Richard Rozkošný: Mladí pytláci (Pytláci), neprovedeno, ztraceno
- 1880 Josef Richard Rozkošný: Alchymista, neprovedeno, ztraceno

### Překlady libret
- 1866 Christoph Willibald Gluck Armida
- 1867 Georg Friedrich Händel: Timotheus a Caecilie : Oslava Aleksandra (Alexander's Feast)
- 1869 Felix Mendelssohn-Bartholdy: Paulus (op. 36)
- 1872 Federico Ricci, Luigi Ricci: Kryšpín a kmotra[7]
- 1872 Christoph Willibald Gluck: Ifigenia v Aulidě [8]
- 1874 Franz von Suppé: Žádný muž - a tolik děvčat [9]
- 1874 Giuseppe Verdi: La Traviata : (Violeta), překlad spolu s Emanuelem Františkem Züngelem [10]
- 1874 Stanisław Duniecki: Šotek
- 1874 Jacques Offenbach: Svatba při lucernách [11]
- 1874 Ivan Zajc: Lazzaroni Neapolští [12]
- 1874 Charles Gounod: Faust a Markétka [13]
- 1874 Franz von Suppé: Dívčí ústav, [14]
- 1874 Carl Maria von Weber: Čarostřelec, [15]
- 1875 Gioacchino Rossini: Vilém Tell, [16]
- 1875 Wolfgang Amadeus Mozart: Kouzelná flétna [17]
- 1877 Franz von Suppé: Na kovárně
- 1879 Ambroise Thomas: Mignon
- 1894 Gaetano Donizetti: Don Pasquale

Dále je autorem operetních libret a divadelních her.